# Eisstation Zebra
Eisstation Zebra (Originaltitel: Ice Station Zebra) ist die US-amerikanische Verfilmung des gleichnamigen Romans von Alistair MacLean von 1963.

## Handlung
Nachdem ein sowjetischer Spionagesatellit mitten im Kalten Krieg mit geheimem Filmmaterial ungeplant am Nordpol abgestürzt ist, machen sich beide Supermächte auf, in den Besitz des Filmes zu gelangen, denn darauf sind, durch einen Steuerungsfehler des Satelliten bedingt, die Raketenbasen nicht nur der amerikanischen, sondern auch der sowjetischen Seite abgelichtet.
James Ferraday, Kommandant des in Holy Loch, Schottland stationierten US-amerikanischen Atom-U-Bootes USS Tigerfish (SSN-509), bekommt ohne nähere Erklärung von höchster Stelle den Befehl, einen Zug Marineinfanteristen und den britischen Geheimagenten David Jones vom MI6 auf einer Route unter dem ewigen Eis des Nordpols zur Forschungsstation Zebra zu befördern. Offiziell dient die Mission dem Ziel, den Männern auf der Station, die fortwährend SOS-Signale senden, zu Hilfe zu eilen, da wegen der schlechten Wettersituation keine Hilfe per Flugzeug möglich sei. Doch es geht tatsächlich um den abgestürzten Satelliten, der in der Nähe der Station niedergegangen ist. Dass sich in dieser Kapsel durch die Sowjets entwendete britische Technik befindet, ist der Grund für Jones’ Anwesenheit.
Unterwegs werden durch einen SH-2 Helikopter noch zwei weitere Passagiere an Bord des U-Bootes gebracht: der übergelaufene Russe Boris Vaslov, der nun als Agent für den Westen arbeitet und Jones’ Vertrauen genießt, und der amerikanische Hauptmann Leslie Anders, der den Zug Soldaten befehligen soll und Vaslov mit Misstrauen begegnet. Es beginnt ein spannendes Rätselraten, wer Freund und wer Feind ist, denn das Atom-U-Boot gerät durch Sabotage u. a. an einem Torpedorohr nahe an einen Untergang unter dem Eis der Arktis.
Schließlich gelangt das U-Boot doch zum Ziel, der Eisstation Zebra, und neben der Versorgung der Überlebenden der durch ein Feuer zerstörten Station beginnt eine verzweifelte Suche nach dem abgestürzten Satelliten, denn beide Supermächte hatten in Zebra Agenten, die den Film an sich bringen sollten.
Bei aufklarender Wetterlage treffen erst sowjetische Jagdflugzeuge vom Typ MiG-21 und daraufhin Luftlandetruppen unter dem Kommando von Oberst Ostrovsky am Schauplatz ein, und es kommt zum Showdown, der schließlich dazu führt, dass die Kapsel zerstört wird und damit niemand in den Besitz des Films kommt.

## Film und Buchvorlage
Die Handlung des Films unterscheidet sich beträchtlich von der Romanvorlage. In dieser kommen keine sowjetischen Truppen vor. Vielmehr versuchen Saboteure an Bord des U-Boots, es auf der Rückfahrt in Brand zu stecken, um den Sowjets eine Chance zu geben, sie herauszuholen. Der „Passagier“ forscht die beiden Saboteure aus und hindert sie durch einen raffinierten Trick daran, die Satellitenaufzeichnungen der Sowjetunion zuzuspielen.
Weitere Unterschiede zum Roman:
- Das U-Boot erhielt den Namen Tigerfish anstelle von Dolphin.
- Der britische Agent Dr. Carpenter wird im Film als David Jones und der Kommandant des Atom-U-Bootes statt Commander Swanson als Commander Ferraday bezeichnet.

## Auszeichnungen
Der Kinofilm Eisstation Zebra war bei der Oscar-Verleihung des Jahres 1969 in den Kategorien Beste Kamera und Visuelle Effekte nominiert.

## Kritiken
Die Filmbewertungsstelle Wiesbaden verlieh der Produktion das Prädikat wertvoll.

„(…) die skurrile Agentenstory überzeugt durch technische Raffinesse. (Wertung: 2½  Sterne = überdurchschnittlich)“

„Geschickt inszenierter, spannender Abenteuerfilm.“

„Für den kalten Krieg der Spione aus Ost und West werden in dieser perfekt gemachten Hollywood-Monumentalität sogar ein amerikanisches Atom-U-Boot und russische Fallschirmjäger aufgeboten. Leider fällt das aufwendige Spektakel in einigen Partien am Ende doch wieder in wenn auch gedämpfte nationalistische Klischees. Eventuell ab 18.“

## Sonstiges
- Der Film wurde nicht an Originalschauplätzen, sondern in den MGM-Studios in Hollywood gedreht, mit tonnenweise Kunstschnee.
- Die einzige Frau, die im Film zu sehen ist, hat einen Auftritt von ein paar Sekunden im Hintergrund der schottischen Kneipe als Kellnerin, in der Kapitän Ferraday seinen Drink nimmt, als er den Anruf von Admiral Garvey bekommt.
- Patrick McGoohan nutzte eine mehrere Monate dauernde Produktionspause seiner Fernsehserie Nummer 6, um in diesem Film seine erste Hollywoodrolle zu übernehmen. Als während seiner Abwesenheit die Dreharbeiten zu Nummer 6 wieder aufgenommen wurden, entstand für die Episode 2 : 2 = 2 (Do Not Forsake Me, Oh My Darling) ein Plot um einen Persönlichkeitstransfer, bei dem McGoohan erst kurz vor Ende in einer nach seiner Rückkehr aus den USA hergestellten Szene auftrat.[1]
- Das U-Boot, im Film USS Tigerfish (SSN-509) genannt, wurde bei den Dreharbeiten bei Überwasseraufnahmen durch das konventionelle U-Boot USS Ronquil (SS-396) und bei Unterwasserfahrten durch ein Modell eines U-Bootes der Skate-Klasse dargestellt.
- Der Milliardär und Filmproduzent Howard Hughes soll den Film nach der Veröffentlichung 1968 in seinem Privatkino in einer Endlosschleife über 100 mal (nach manchen Quellen sogar über 150 mal) angeschaut haben und wird allgemein als der größte Fan des Films bezeichnet.[2][3][4]
- Der Film wird mehrfach in den Fernsehserien Breaking Bad sowie dessen Prequel Better Call Saul referenziert und dient hier unter anderem als Name einer Tarnfirma.[5]